# NGC 6869
NGC 6869 este o galaxie lenticulară situată în constelația Dragonul. A fost descoperită în 26 august 1884 de către Lewis A. Swift. Se află la o distanță de 32,66 de megaparseci de Pământ.